# G.722
G.722 — широкополосный голосовой кодек стандарта ITU-T, работающий со скоростью 48, 56 и 64 кбит/с. Технология кодека основана на АДИКМ. Этот стандарт был принят в 1988 г. и в настоящее время сильно устарел.
G.722.1 — это более новая версия кодека G.722 от 1999 г. Он предназначен для сжатия широкополосного аудиосигнала и базируется на третьем поколении технологии сжатия Siren от компании Polycom. Этот стандарт обеспечивает широкополосный аудиосигнал, более близкий по качеству к FM-радио, чем к обычному телефону.
G.722.1 определяет работу кодека на скоростях 24 и 32 кбит/с при ширине полосы пропускания 50 Гц - 7 кГц.
Кодек G.722.1 Annex C базируется на патентованной технологии Siren 14® от компании Polycom. Качество аудиосигнала приближено к CD. Этот алгоритм сжатия обеспечивает сверхширокополосный аудиосигнал 14 кГц при скоростях передачи 24, 32 и 48 кбит/с.
G.722.2 (2002 г.) — более свежий и часто используемый вариант кодека, также известный как Adaptive Multi Rate — WideBand (AMR-WB) «Адаптивный, с переменной скоростью — широкополосный»; предлагает возможность быстрого изменения скорости сжатия при изменении пропускной способности сети передачи данных. 
G.722.2 определяет 9 различных режимов скорости передачи от 6,6 кбит/с до 23,85 кбит/с. В России применяется в сетях операторов сотовой связи под названием технологии HD Voice.
Поддерживаются следующие скорости передачи:
- В обязательных многоскоростных конфигурациях:
  - 6,60 кбит/с (используется в системах коммутации каналов (circuit switched) в GSM- и UMTS-соединениях; должен использоваться только временно в случае плохого радиосоединения и не считается предназначенным для передачи широкополосного речевого сигнала)
  - 8,85 кбит/с (используется в системах коммутации каналов (circuit switched) в GSM- и UMTS-соединениях; должен использоваться только временно в случае плохого радиосоединения и не считается предназначенным для передачи широкополосного речевого сигнала; обеспечивает качество, равное G.722 при скорости передачи 48 кбит/с для качественной речи)
  - 12,65 кбит/с (основная скорость; используется в системах коммутации каналов (circuit switched) в GSM- и UMTS-соединениях; предлагает отличное качество аудиосигнала на этой и более высоких скоростях передачи; обеспечивает качество, равное G.722 при скорости передачи 56 кбит/с для качественной речи)

- Более высокие скорости для передачи речи в неблагоприятных условиях с повышенными шумами, для совместной передачи речи и музыки и для конференций со множеством участников:
  - 14,25 кбит/с
  - 15,85 кбит/с
  - 18,25 кбит/с
  - 19,85 кбит/с
  - 23,05 кбит/с (не предназначен для полноскоростных GSM каналов)
  - 23,85 кбит/с (обеспечивает качество, равное G.722 при скорости передачи 64 кбит/с для качественной речи; не предназначен для полноскоростных GSM-каналов)